# Tönning
Tönning (Tiếng Đức; Tiếng Đan Mạch: Tønning; North Frisian: Taning) là một đô thị thuộc huyện Nordfriesland, bang Schleswig-Holstein, Đức.